# Propalaeothentes
Propalaeothentes (лат.) — род вымерших сумчатых млекопитающих из семейства Palaeothentidae отряда ценолестов (Paucituberculata).
К нему относят два вида, известных по остаткам, найденным в нижнемиоценовых (сантакрус) породах провинции Санта-Крус (Аргентина).

## История изучения
Первоначально (в 1887 году) остатки сумчатых были отнесены аргентинским палеонтологом Флорентино Амегино  к виду Palaeothentes intermedius, а в 1891 году тот же учёный классифицировал их как новый вид рода Epanorthus (E. lepidus). 
В 1993 году американскими палеонтологами Томасом Боуном (англ. Thomas M. Bown) и Джоном Флиглом (англ. John G. Fleagle) на основании новых данных вид был выделен в отдельный род Propalaeothentes, в которому также был отнесён другой, недавно описанный ими вид P. hatcheri, названного в честь американского палеонтолога XIX века Джона Хатчера (англ. John Bell Hatcher).

## Классификация
К роду относят два вымерших вида:
- Propalaeothentes lepidus (Ameghino, 1891)typus [syn. Epanorthus lepidus Ameghino, 1891]
- Propalaeothentes hatcheri Bown et Fleagle, 1993